# Nároží

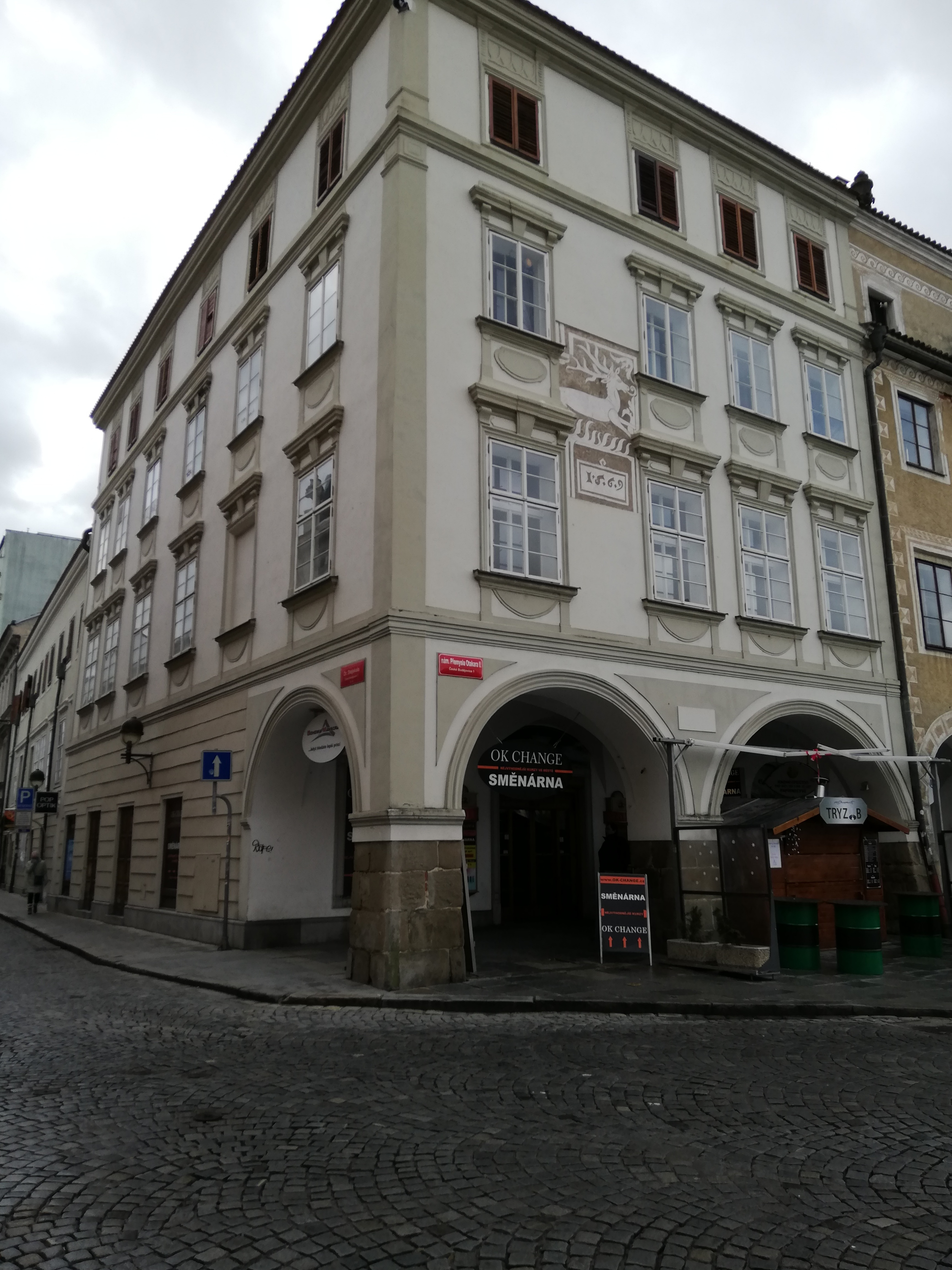
Nároží domu v Českých Budějovicích, v ulici Dr. Stejskala č.p. 113/2

Nároží je obvykle prostor v nejbližším okolí rohu nějaké budovy (budov), který představuje jakousi pomyslnou (nejčastěji pravoúhlou) hranici mezi dvěma různými veřejnými prostranstvími - nejčastěji mezi dvěma ulicemi (třídami, bulváry) nebo mezi ulicí a náměstím (případně parkem, dvorkem, nádvořím, nábřežím apod.).  Nároží bývá obvykle vymezeno přilehlými chodníky, ze kterých je zpravidla možný výhled na obě prostranství. Ve městech bývá nárožní objekt často využíván pro provoz různých obchodů a služeb (typicky hospoda "Na Růžku").
Pokud se nároží nachází v místě s vysokým dopravním ruchem, může být narožní chodník opatřen ochranným zábradlím, které zamezuje chodcům k nekontrolovanému vstupu do vozovky v prostoru křižovatky.

## Známé nárožní objekty

### Ostrava
- Café Habsburg v Ostravě, nároží ulic Zámecká a Poštovní v Moravské Ostravě
- Elektra (kavárna), nároží Nádražní třídy a Umělecké ulice

### Praha
- Kavárna Union, nároží ulic Národní a Na Perštýně
- Palác Adria, nároží Jungmannova náměstí a Národní třídy
- Tančící dům, nároží Jiráskova náměstí a Rašínova nábřeží
- Palác ARA, nároží Perlové ulice a ulice 28. října
- Divadlo Hybernia, nároží Hybernské ulice a Náměstí republiky
- Palác Lažanských, nároží Smetanova nábřeží a Národní třídy
- Dům U Černé Matky Boží, nároží Ovocného trhu a Celetné ulice